# 吉江勝保
吉江 勝保（よしえ かつやす、1900年（明治33年）4月8日 - 1970年（昭和45年）9月17日）は、日本の内務官僚、政治家。山梨県知事（官選第42代、公選初代）。参議院議員（3期）、衆議院議員（1期）。号は知山。

## 来歴・人物
京都府愛宕郡八瀬村（現京都市左京区）に吉江四郎の長男として生まれる。京都府立第一中学校（現京都府立洛北高等学校）のとき、教師から「スッポン」の漢字を知っているかと聞かれ、教室で自分だけが手を挙げて黒板に「すっぽん」と平仮名で書いてみなを唖然とさせ、それ以来、あだ名が「すっぽん」になった。
第三高等学校文科時代は柔道部で主将だった。1927年（昭和2年）に東京帝国大学法学部英法科を卒業。

### 内務官僚時代
在学中に高等試験行政科試験に合格し、1929年（昭和4年）に内務省に入省し静岡県勤務となり、その後、香川県、滋賀県の警察部警務課長から警視庁警視として大塚及び品川警察署長を経て1931年（昭和7年）に山梨県警察部保安課長となる。翌年、警視庁交通課長となった後、愛知県農務課長、1939年（昭和14年）に佐賀県警察部長、厚生省体育課長、1941年（昭和16年）同人口局課長、内務省大臣官房勤務の後、戦時下の1942年（昭和17年）に陸軍占領地司政官としてジャワ島やジャカルタに赴任しジャカルタ特別市長、ケデリ州長官を歴任。家族は山梨県南巨摩郡増穂町（現富士川町）に疎開している。

### 山梨県知事時代
終戦直後、GHQにより民主化政策において、地方制度では内務省支配が解体され、1947年（昭和22年）4月17日には公選知事制が導入され知事選挙が実施された。山梨県下ではGHQ傘下の山梨軍政部による指導で官選知事の斎藤昇が食糧問題や戦災復興に務めており、斎藤は予定されていた第一回知事選でも保守勢力から支持を集めていたが、同年に本省へ戻されると官選知事として吉江が赴任する。
第一回知事選では有力者の多くが公職追放に遭っており多くの地方では官選知事が当選しているケースが多いが、山梨県でも吉江が初代公選知事として当選している。吉江は同年3月に辞任すると自由、進歩両党の保守派からの支持を経て出馬し官僚候補批判への払拭や製糸工業の振興、医大の設置、野呂川開発などを政策に掲げた選挙運動を行うが、対する革新派では社会党勢力が分裂し松沢一と共産党の支持する農民運動家の大鷹貴祐が出馬したため対立候補が票を割り、吉江は次点の松沢を3万票あまり引き離した13万8218票を獲得して初代知事となった。
また、同年には1939年（昭和14年）以来となる県議会議員の改選も行われ県議会は与党の民主党・自由党、野党の社会党・山梨社会党のほか無所属議員が多く当選しているが、自由党員らにより県政与党である「救国新党」の結党が断念されたため、県政期を通じて議会との間には確執が存在していた。
吉江は初代知事に就任すると、1948年（昭和23年）2月には食糧増産のための山林復興や民生、保険や社会福祉、教育などの進捗や観光業振興などを提唱した十大施策を発表し、年次に県政報告書を刊行することを発表した。半年ごとの県政報告を約束するが、県土は戦災により疲弊しており、県有財産であった県有林も戦時下での過剰伐採により荒廃していたため水害が発生し、食糧問題や道路や橋などの復旧と同時に治山治水の応急措置にも追われており、吉江は1948年2月県議会において戦時中からの過伐を促した国に対策を要請することと、独自の造林計画を述べている。
同年7月には電気・ガス税を臨時県議会において提案するものの社会党勢力により反対され、財政難のため新規の建設事業や十大施策で提唱した社会福祉制度の構想などいずれも着手できずにいた。また、吉江県政期には1945年（昭和20年）7月6日の甲府空襲により全焼した山梨県病院（後の山梨県立中央病院）の再建に関する県病院問題が課題となっており、吉江は文部省が廃校を促していた県立医学専門学校を医科大学へ昇格させ付属病院として県病院の機能を有させる県大構想を掲げていたが、県議会では与党の一部を含め新制中学の整備を優先すべきとする意見が多勢であったため、県大構想は断念された。同年には山梨医専は廃校となるが、吉江はその後も旧医専職員を県内に留めるため県医学研究所の設立構想などに執着し、県議会との確執を深める要因になった。
県民や県議会では吉江の官僚的姿勢への批判が強く、1949年（昭和24年）には民主、社会ら4派による県総務部長更迭要求や昭和25年度予算の削減など県議会では紛糾を重ね、労働組合も反発していた。1951年（昭和26年）4月の統一地方選挙で吉江は再選を望むと、対抗馬として県議会議員の星野重次や労組幹部の竹中英太郎らによる保革連合により民主党議員の天野久が候補者に擁立され、山梨県政刷新連盟が結成される。
天野自身ははじめ出馬に慎重であったため刷新連では分裂の兆しが生じ、吉江陣営では戦前から県政に影響力のあった田邊七六や河西豊太郎らに働きかけ、社会党勢力の平野力三や松沢一らと反共民主化同盟を結成し、選挙戦は連盟同士の争いとなる。知事選で吉江は自らの実績と反共を主張するが、天野は吉江の官僚的姿勢を批判して県政民主化を掲げる（前掲「吉江勝保・天野久立候補の言葉・経歴」『県資』15）。選挙戦は両者とも政策面では大差が無かったため、経歴や人柄などに関心が集まり「県人対官僚」「容共対反共」などの構図で選挙戦は加熱するが、吉江は8万票差で天野に敗北し、県議会選においても吉江陣営（政和会）は野党となった。

### 国政への転身・晩年
その後、1952年（昭和27年）の総選挙で自由党から立候補して当選。しかし、翌年の総選挙で落選。1956年（昭和31年）の参院選で自由民主党から立候補して当選。以来連続3期務めた。1961年 - 1961年（昭和45年 - 昭和46年）内閣委員長。1970年（昭和45年）春の叙勲で勲二等旭日重光章受章（勲三等からの昇叙）。3期目途中の同年9月17日死去、70歳。死没日をもって正五位から従三位に叙される。